# Lluís II de Baden
Lluís II de Baden (Karlsruhe 1824 - 1858) va ser un gran duc de Baden des de l'any 1852 fins a l'any 1856; a causa d'un trastorn mental que patia s'establí una regència en la figura del seu germà, el gran duc Frederic I de Baden.
Nascut a la ciutat de Karlsruhe, capital del gran ducat de Baden, el dia 15 d'agost de l'any 1824, era fill del gran duc Leopold I de Baden i de la princesa Sofia de Suècia. Per via paterna era net del gran duc Carles Frederic I de Baden i de l'aristòcrata alemanya Luise Karoline Geyer von Geyersberg, i per via materna del rei Gustau IV Adolf de Suècia i de la princesa Frederica de Baden.
Després de la mort del seu pare, el gran duc Leopold I de Baden, ascendí al tron gran ducal. Ara bé, la incapacitat per governat el país generada pel trastorn mental que patia obligaren a les autoritats a establir una regència en la persona del seu germà petit, el príncep Frederic de Baden.
El regnat de Lluís fou molt breu, i quatre anys després d'accedir al tron se'l desposseí de la dignitat de sobirà en favor del seu germà que accedí al tron amb el nom de Frederic I de Baden. Lluís morí dos anys després de la seva renúncia, l'any 1858 a la capital gran ducal, Karlsruhe.